# Beşevler, Serdivan
Beşevler là một xã thuộc quận Serdivan, tỉnh Sakarya, Thổ Nhĩ Kỳ. Dân số thời điểm năm 2008 là 712 người.